# Eriocheir ogasawaraensis
Eriocheir ogasawaraensis is een krabbensoort uit de familie van de Varunidae. De wetenschappelijke naam van de soort is voor het eerst geldig gepubliceerd in 2006 door Komai, Yamasaki, Kobayashi, Yamamoto & Watanabe.